# Kent Brook
Der Kent Brook ist ein Wasserlauf in Kent, England. Er entsteht nördlich von Crockham Hill und fließt zunächst in südwestlicher Richtung und dann in südlicher Richtung, wobei er die Grenze zwischen Kent und Surrey bildet. Kurz vor seiner Mündung in den River Eden schwenkt er südwestlich von Edenbridge noch in eine östliche Richtung.